# Schulische Disziplin
Unter schulischer Disziplin (zu lateinisch disciplina für ‚Lehre‘, ‚Zucht‘ oder ‚Schule‘) versteht man Verhaltensweisen und Einstellungen, die Schüler für die Erreichung der Ziele der Bildungsinstitution Schule zeigen müssen. Die schulische Disziplin ist somit eine Sekundärtugend, die sich von anderen Sekundärtugenden dadurch unterscheidet, dass sie Lernerfolge ermöglicht. Diese sind das „Ergebnis gemeinsam erreichter Disziplin“.

## Definitionen
Für Keller/Novak ist Disziplin das „Einhalten von Verhaltensregeln, von Vorschriften, Anordnungen und Gruppennormen in einer Schulklasse“. Krowatschek et al. verbinden mit Disziplin im Klassenzimmer „Anstrengungsbereitschaft, gegenseitige Akzeptanz und Respekt“. Nur wenn Schüler diese Sekundärtugenden zeigen, werden optimale Lernerfolge ermöglicht. Im deutschen Sprachraum ist der Begriff „schulische Disziplin“ umstritten und wird kontrovers diskutiert. In den Vereinigten Staaten wird der Begriff discipline meistens im positiven Sinne verwendet, oft als Synonym zum Begriff classroom management.